# BitTorrent Open Source License
BitTorrent Open Source License es una licencia derivada de la Jabber Open Source License, que es una licencia aprobada por la Open Source Initiative (OSI). Versiones anteriores del cliente BitTorrent (anteriores de 6.0) y piezas relacionadas de software están licenciadas bajo esta licencia.
Un aspecto notable de la licencia es que no concede licencia de marcas comerciales. La marca "BitTorrent" es propiedad de la empresa BitTorrent, Inc. y está regida por las Directrices para Uso de Marcas.

## Problemas de la licencia
Aunque la licencia es derivada de una licencia aprobada por la OSI, esta licencia no ha sido aprobada por la OSI. Además, la versión aprobada de la licencia Jabber ya no es usada o ya no es recomendada por sus autores.
La Free Software Foundation la considera una licencia free software, aunque es incompatible con la GNU General Public License.